# 台湾鸟类学史

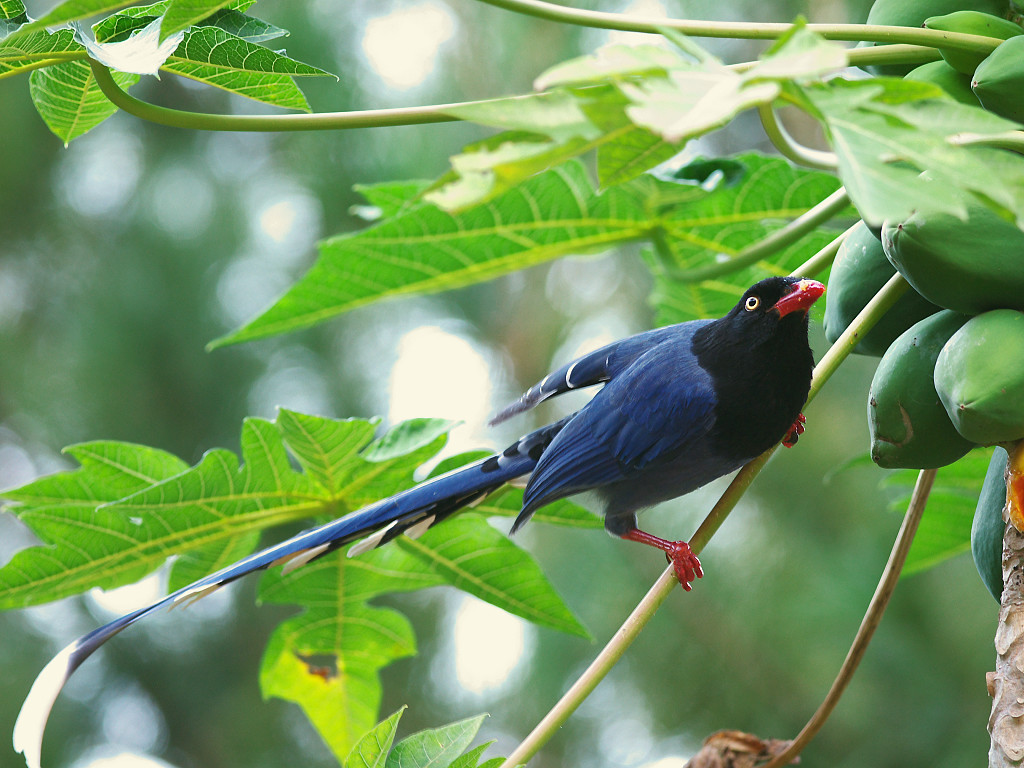
台湾非正式國鳥與特有鸟种：台灣藍鵲，最早由鳥類學家史温侯發現記載，並在報告中指出當地漢人稱該鳥為「長尾山娘」

## 清治时期

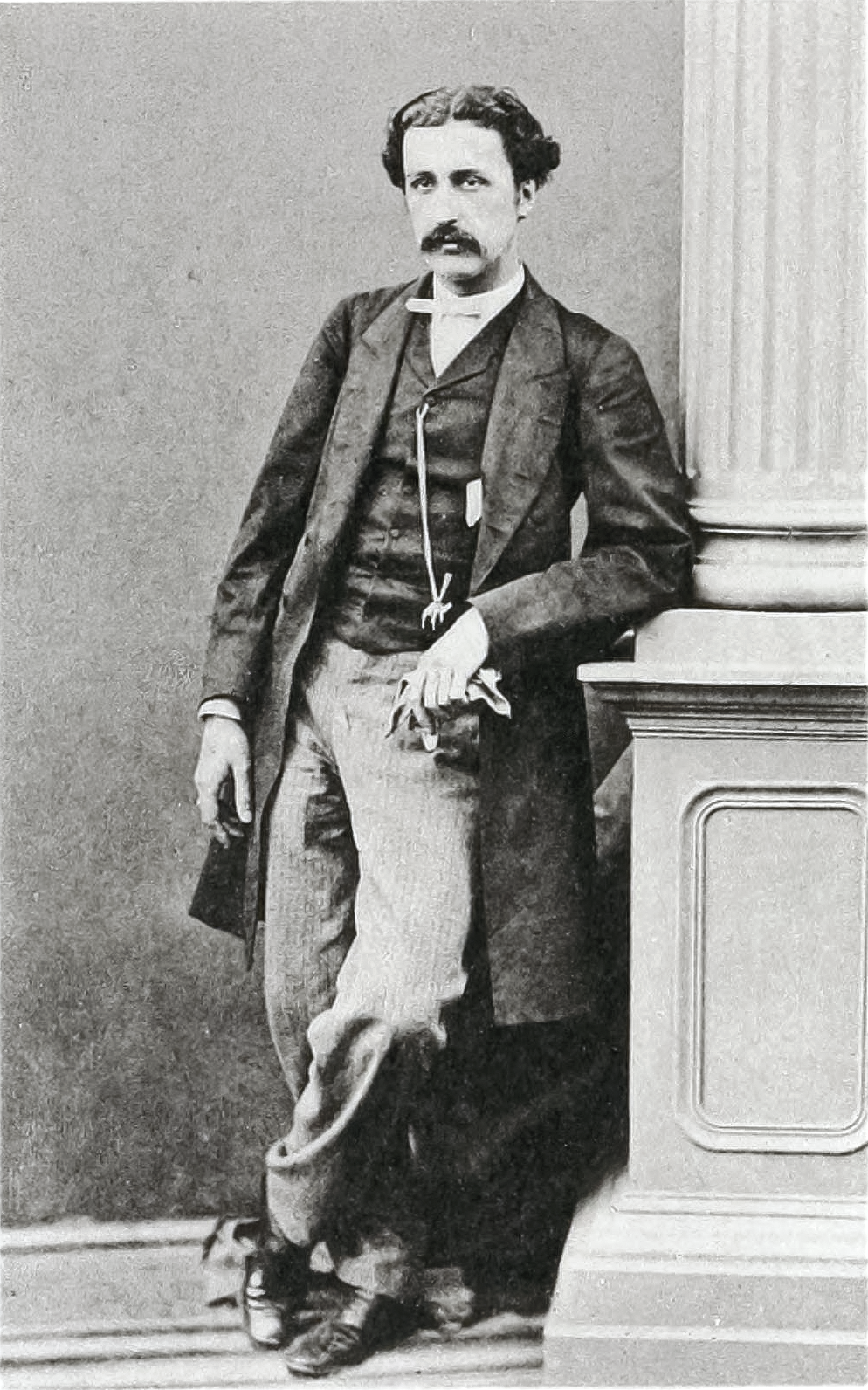
台湾鸟类学开拓者斯文豪（汉名郇和）

开启台湾鸟类学大门的是英国驻打狗第一任领事斯文豪。斯文豪于1856年在厦门领事馆擔任翻译官任内，以私人身份乘民船登陆新竹并进行了为期两周的旅行，被认为是台湾历史上第一次有学术意义的鸟类考察。1858年史温侯随英国军舰不屈号前往台湾搜寻两名失踪的英国人，並利用职务之便，进行一次寰岛考察并将此次记录為《福尔摩莎纪行》，发表于皇家亚洲学会的学术会议上，这份报告被視為台湾鸟类学最早的一份学术报告。1863年史温侯在英国著名鸟类学期刊Ibis上发表了具有划时代意义的《福尔摩莎鳥類学》，这篇论文报道了台湾岛内历次考察记录到的187个鳥類物種。其中15个鸟种是从未报道过的新物种，这还包括了朱鹂、蓝鹇、台湾蓝鹊等台湾特有鸟种。这篇重要论文奠定了史温侯作为台湾鸟类学研究开山鼻祖的地位。
由於清政府出于安全考量，限制外国人进入台湾内陆，使史温侯对台湾鸟类的考察局限于平原地区，对于中央山脉以及周边山区从未涉足，这也使他错过了分布于高海拔的许多独特鸟种。
与史温侯同时期的还有一名美国博物学家和海军军官在台湾进行鸟类学调查，他们几乎与史温侯同时甚至更早在台湾及附属岛屿进行鸟类学调查，有科学史研究者指出，美国海军军官洛吉在1862年就提交了论文《美国在北太平洋调查探险的鸟类目录》，其中收录了台湾的163个鸟种，这一记录早于史温侯的《福尔摩莎鸟学》。
史温侯离开台湾后，对台湾的鸟类学研究重新陷入沉寂，进入台湾岛内进行考察的西方人很少，而台湾的鸟类学研究局限于对史温侯等人采集的标本和考察记录的研究，这种状况持续到鸟类学家拉图雪（John David Digues La Touche）1893年在台南开始的鸟类调查。拉图雪是继史温侯之后第二位在台湾进行深入研究的鸟类学家。他作为海关官员在中国居住30余年，先后三次赴台湾进行考察，出版了《华东鸟类手册》、《福尔摩莎鸟相》等专著。拉图雪的贡献包括，在台南和高雄详细记录了鸟类分布状况和鸟相，在鹅鑾鼻发现了短尾信天翁的繁殖地、详细调查了淡水的鸟相、发现兰屿的独特鸟相等。
1906年，英国鸟类学家古费洛来到台湾进行考察，并进入玉山地区。考察中在原住民头上无意发现了未曾见过之两片漂亮的雉类长尾羽装饰，他将这两片尾羽回英国。这两片尾羽被认定为一个新物种——帝雉。帝雉是台湾鸟类学史上最著名的鸟种之一，它的发现也标志着由英美人主导的清治时期台湾鸟类学研究的高潮。
这一时期在台湾进行鸟类学研究的人士，主要是来自英国、法国、美国等欧美国家的外交官、商人、军人和传教士。在进行鸟类研究的同时还身兼博物学家之职务，对台湾的哺乳动物、两栖动物、爬行动物、昆虫以及植物甚至台湾岛内土著居民进行全方位的考察。这一时期是台湾鸟类学研究的大发现时代。绝大多数台湾鸟种以及几乎所有台湾特有鸟种都是在这个时期发现的。随着1895年《中日马关条约》的签订，台湾成为日本领土，政治的变换也对科学研究产生影响，从1900年代中期，台湾的鸟类学研究进入了一个新的阶段。

## 日治时期
日本的鸟类学研究与中国本土和台湾的鸟类学研究几乎开始于同一个起点，在台湾鸟类学史上扮演了重要角色的史温侯等人，同样也是日本鸟类学研究的开山鼻祖，然而明治维新之后，日本的鸟类学走上了一条完全不同的道路。从1890年代之后，当中国的鸟类学还停留在“西方人研究东方鸟的时代”时，一些日本本土的鸟类学家开始在鸟类学界崭露头角。随着日本帝国政治和军事影响力的扩张，日本鸟类学家不仅活跃于日本列岛，还纷纷前往东南亚和西太平洋诸岛屿进行考察。1895年台湾被清政府割让与日本之后，日本的鸟类学家陆续前往台湾，难以计数的鸟类标本和调查数据从台湾运回日本本土。黑田长礼、蜂須贺正氏、山阶磨芳等著名鸟类学者都对台湾的鸟类学研究作出了杰出的贡献。
日本鸟类学家对台湾鸟类的研究开始于1896年，受聘于东京帝国大学的多田綱輔对台北、台东、澎湖、兰屿等地方进行了考察，发表了论文《帝国新领台湾动物汇报》初步论述了台湾鸟类的状况。这一时期日本鸟类学者对台湾鸟类的研究尚属肤浅，没有较早期研究更出色的报道出现。
台湾鸟类学研究真正进入日治时期是在日本获得台湾15年之后的1910年代，这一时期两位著名日本鸟类学家内田清之助和黑田长礼在台湾进行了深入的研究。
1912年，内田清之助列出一张台湾鸟类名录，收录了290种鸟类，次年又更新了这份名录，增加了古费洛等人发现的10个新记录。1915年，内田编纂的《日本鸟类图鉴》出版，这部书的第三卷是台湾、朝鲜与满洲的鸟类。《日本鸟类图鉴》在出版之后相当长的一段时间内成为研究东亚鸟类的重要文献。
黑田长礼在台湾鸟类学史上有非常重要的地位，他在1916年对台湾各处的鸟类进行考察，鉴定了台南和台北两处博物馆收藏的鸟类标本，发表了专著《台湾岛的鸟界》，书中还包括绿岛、兰屿等离岛的情况，黑田还对帝雉的分布与繁殖进行过研究，并对台湾的动物地理分区进行研究。
1930年代，台湾的鸟类学研究进入日治时期的高潮，崛川安市、鹿野忠雄、风野铁吉等鸟类学家都长期在台湾从事野外研究和探险调查。在这一时期，台湾鸟类学研究的重心开始从本岛向离岛转移，作为日本帝国最南陲的兰屿成为研究热点。
太平洋战争爆发后，日本学者在台湾的鸟类学研究开始没落，山阶芳磨是这一时期最重要的学者之一，他在台湾进行的鸟类繁殖行为以及鸟卵的研究达到了很高的水准，其中相当多的研究即便在今日也有重要的学术价值。1943年，蜂须贺正氏发表了《南支那鸟学史》其中开列了台湾的鸟种，这是日本学者最后一次在台湾发表本地的鸟学报告。1945年日本战败，撤出台湾，日本鸟类学家也随之离开台湾，1950年蜂须贺正氏、贺宇田川龙男发表了介绍二战之前台湾鸟类学研究的论文《台湾鸟学研究》标志着台湾鸟类学史的日治时期结束。
日治时期是台湾鸟类学研究最活跃的一个时期，期间发表了一百五十餘篇重要文献，对于一些台湾特有鸟种进行了深入细致的研究，对于台湾鸟类的生态分布提出了初步见解，持续记录了台湾本岛以及离岛的鸟相。相对于清治时期的研究，虽然日治时期不再有新物种的发现，但是研究的深入和广泛程度前者则是完全无法与后者相提并论的。
日治时期的鸟类学研究有着深刻的政治烙印。很多研究成果明显的受到政治因素的影响，如著名学者蜂须贺正氏提出并受到广泛接受的理论，认为所有台湾鸟类的固有亚种均来自日本，就明显受到政治因素的影响。另外，由于日本在台湾推行的殖民教育政策不孤立台湾人进入基础研究领域，造成在台湾进行鸟类学研究的没有本土学者，随着日本战败，日籍鸟类学家离台，造成台湾鸟类学人才的真空，为国民政府初期鸟类学研究的沉寂埋下伏笔。

## 民國时期
1945年日本战败，中华民国政府光复台湾，在台的日本人，包括日籍鸟类学家，均返回日本，台湾的鸟类学研究又随着政治的变动进入一个新的时代。在日治时期，台湾人不能学习基础科学，从事鸟类学研究的台籍学者非常稀有，而中国的鸟类学研究在1940年代远不如日本之系统和深入，人才的匮乏使台湾的鸟类学研究进入一个为期20年有余的沉寂期。从1945年到1970年代中期，除了日籍学者在日本发表的一些关于台湾的鸟类学研究外，几乎没有其他研究问世。从1960年代开始，台湾的鸟类学研究开始复苏。1964年美军为研究迁徙性动物携带病原体的状况启动“东南亚迁徙性动物病理学调查计划”台湾作为计划的一部分开始进行鸟类环志工作。1970年，东海大学美籍教授欧保罗（Paul Stephen Alexander）等人在英文中国邮报上发表了介绍性文章《台湾鸟类指南》。之后东海大学与观光局开始在岛内推广观鸟活动，这使许多业余人士加入鸟类调查和鸟类学研究的领域，台湾的鸟类学研究逐渐复苏。1973年台北赏鸟会成立，开始有组织地进行一些鸟类观测活动，1984年正式注册为台北市野鸟学会，1988年中华民国野鸟学会注册成立。嗣后台湾各县市纷纷成立鸟会，鸟会也成为协调和组织业余观鸟者进行鸟类学研究的重要机构，一些规模较大的鸟会本身甚至直接承担多项研究课题。
在民间观鸟活动盛行的同时，台湾的鸟类学界也在1970年代之后逐渐恢复活力，这一时期的鸟类学研究立足于此前两个时期研究的基础之上，对特定鸟种进行细致深入的研究，产生了很多优秀的研究成果。如中央研究院研究员刘小如对兰屿角鸮的研究，历时近20年，充分调查了兰屿角鸮的繁殖、分布、种群数量、行为特征等信息，使兰屿角鸮成为迄今为止人类了解極為充分的鸟类之一。
业余观鸟者参与研究是这一时期的台湾鸟类学研究的特点，在经历了最初的沉寂和人才匮乏之后，又迎来了前所未有的鸟类学研究的全民参与时期，观鸟者的足迹遍及全岛，他们广泛而充分的参与极大地扩展了基础数据的来源，为专业人士的研究提供了丰富的资料，使台湾鸟类学研究呈现空前的繁荣景象。

### 腳註
1. ↑  Hall, Philip B., "Robert Swinhoe (1836-1877), FRS, FZS, FRGS: A Victorian naturalist in treaty port China," The Geographical Journal 153, i (March 1987): 37; Otness, Harold M., One thousand westerners in Taiwan, to 1945: A biographical and bibliographical dictionary  ([Taipei]: Institute of Taiwan History, Preparatory Office, Academia Sinica, 1999), p.39; Otness 1999, pp. 151-152.  In contrast, George Carrington, in Foreigners in Formosa 1841-1874 (San Francisco: Chinese Materials Center, 1978), pp. 63-64, 108, maintains that Swinhoe made his first trip to Formosa in 1857 aboard the H.M.S Inflexible. This proposition is less likely due to the correspondence and quality of the Otness and the Hall articles. Presumably, Carrington mistook the vessel of this earlier trip for Swinhoe's subsequent 1858 trip to Formosa aboard the Inflexible.
2. ↑  Carrington 1978, pp. 108, 110, 146; Hall 1987, p. 			41; Otness 1999, p. 151; Yen, Sophia Su-fei, Taiwan in China's foreign relations, 			1836-1874 (Hamden, CN: Shoe String Press, 			Inc., 1965), p. 96.
3. ↑  Swinhoe, Robert, "The ornithology of Formosa, or Taiwan."  The 			Ibis 5 (1863): 198-219, 250-311, 377-435.

### 圖書
- 刘克襄. . 聯經出版事業公司. 1989年8月. ISBN 957-08-0005-4.
- 吳永華. . 晨星. 1996年1月. ISBN 957-583-501-8.
- 林文宏. . 玉山社. 1997年11月. ISBN 957-9361-70-3.

## 外部連結
- （英文）史溫侯傳記（页面存档备份，存于）